# 趙賓
趙賓（1609年—1677年），字锦帆，河南阳武人，清朝政治人物、詩人。

## 生平
万历三十七年（1609年）出生。順治三年（1646年），登丙戌科進士，任淳化縣知縣，官至刑部主事。康熙十六年（1677年）去世。著有《学易庵诗集》。